# Lourdes Reparaz
María Lourdes Reparaz López (Vitoria, 10 de febrero de 1948 - 23 de octubre de 1999) conocida como Lourdes Reparaz, fue una pionera en la práctica del deporte femenino, que en la década de los 60 y 70 del siglo XX ganó importantes campeonatos de natación y de Salvamento y Socorrismo a nivel nacional y mundial. 

## Biografía
Nació en Vitoria en 1948. Su madre, Maritxu López Guereña y su padre, Martín de Reparaz Guerenabarrena, ambos nacidos en Vitoria, tuvieron tres hijas (Blanca, Lourdes y Estíbaliz) y dos hijos (Félix y Javier). Lourdes fue la segunda, y se inició en la natación animada por su padre, que era aficionado a ese deporte. Estudió en el colegio Carmelitas de Sagrado Corazón de Vitoria, y opositó para trabajar en la Caja Provincial de Ahorros de Álava, donde trabajó desde 1966 hasta su fallecimiento en 1999.[cita requerida]

### Trayectoria deportiva
Se inició en la natación en el Club Natación Judizmendi de Vitoria. Entrenaba parte de las pruebas de salvamento y socorrismo a la intemperie, en el río Zadorra de Vitoria, ya que las piscinas de Gamarra estaban iniciándose.A base de entrenar y mejorar, fue forjando una reputada trayectoria deportiva. Pasó por las piscinas de la calle Olaguibel y del Estadio (Paseo de Cervantes y calle San Prudencio).

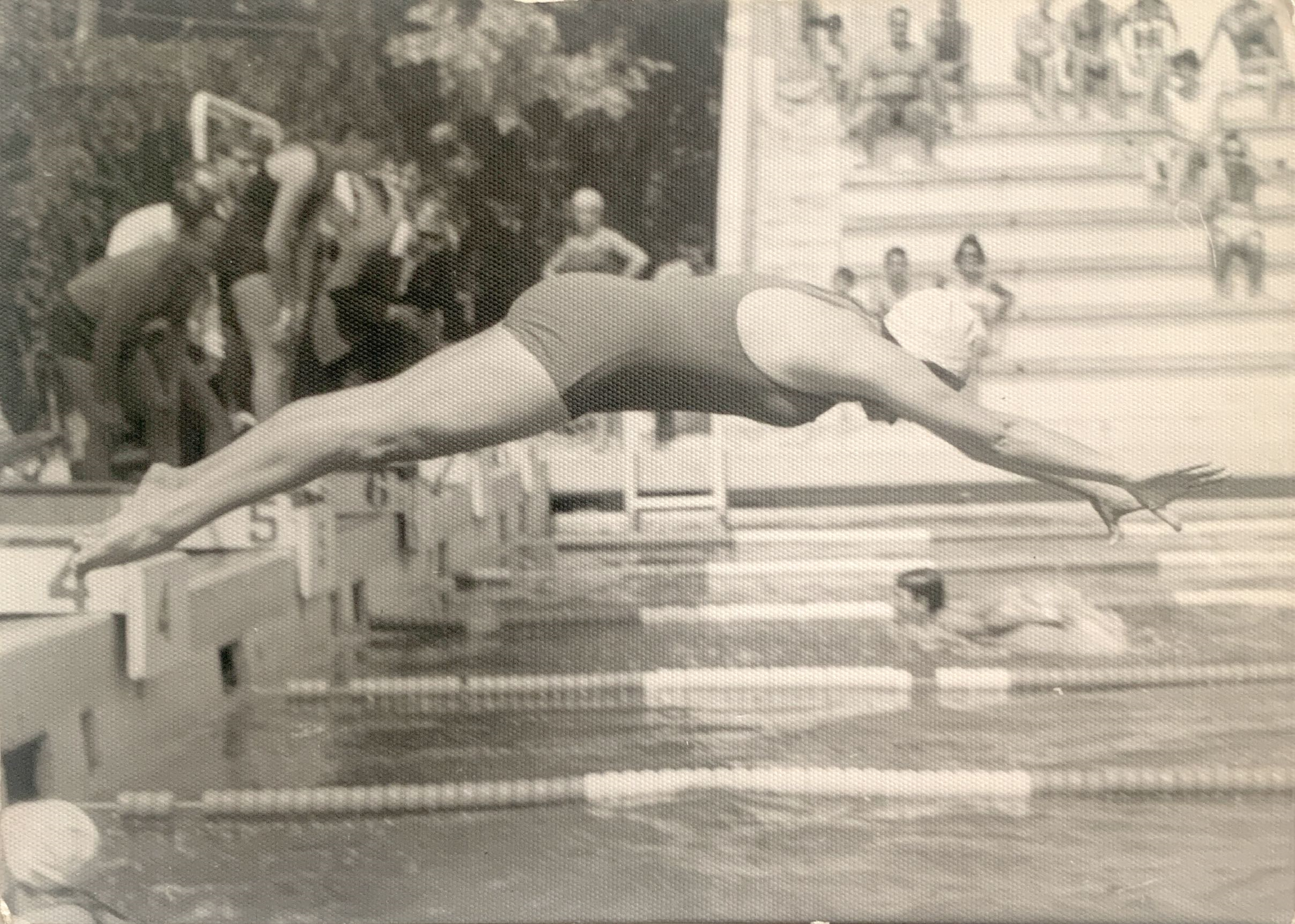
Lourdes Reparaz en una competición

En 1968 Vitoria acogió los VI Campeonatos de España de Salvamento y Socorrismo, donde obtuvo un segundo puesto individual.
En 1969 cumplía la primera década de dedicación a la natación, y su trayectoria deportiva la definía como la nadadora alavesa más laureada.En aquel momento era campeona alavesa, vasco-navarra, recordwoman de Álava y de la región en varias pruebas.
En los VII Campeonatos de España de Salvamento y Socorrismo celebrados en Granada del 8 al 11 de agosto de 1969, en la clasificación general absoluta individual obtuvo el tercer puesto en la categoría femenina, entre otros, lo que le permitió ser seleccionada para los Campeonatos Mundiales de Salvamento y Socorrismo de ese mismo año.

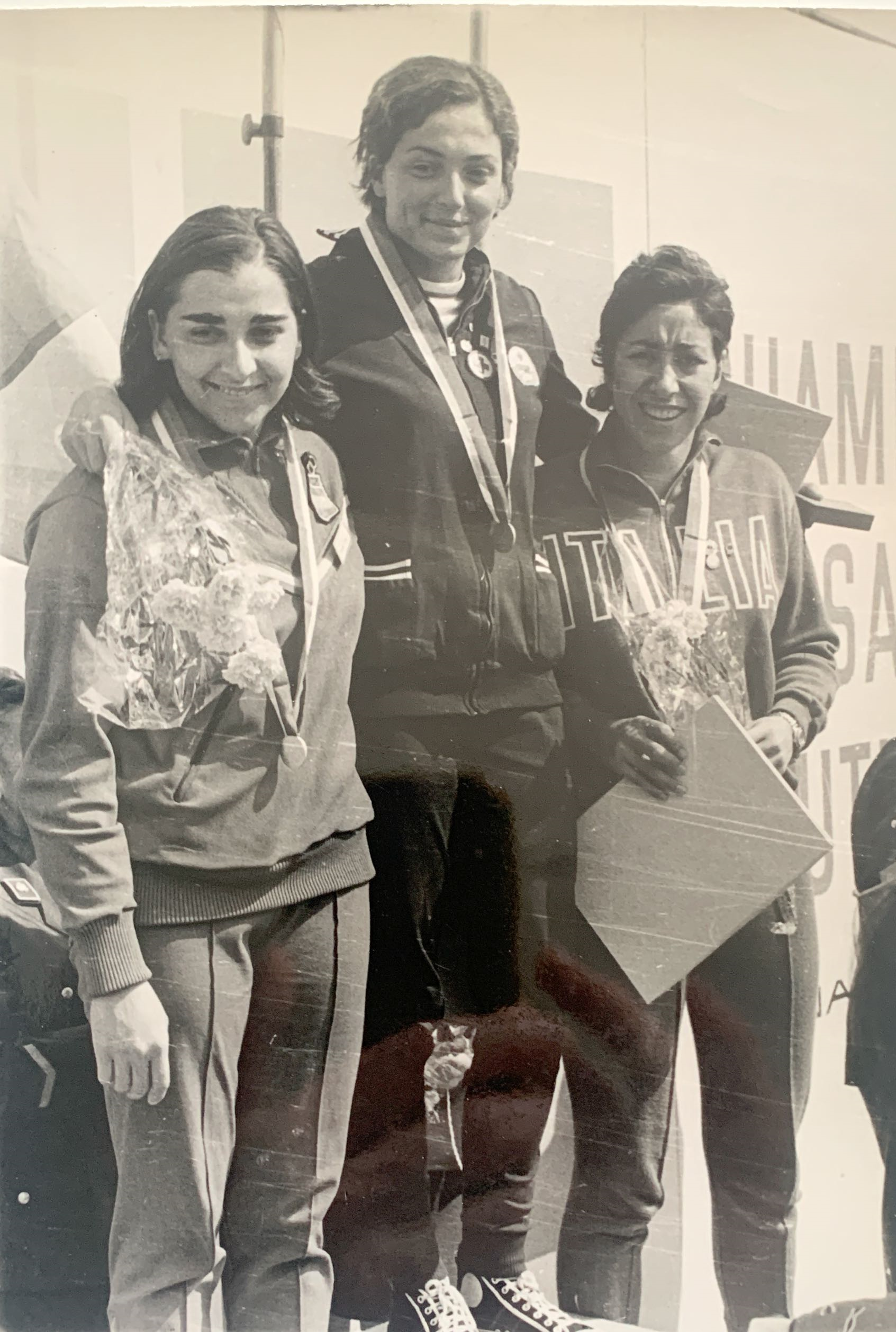
Lourdes Reparaz, izquierda, Campeonatos Mundiales de 1970 en Varna

Su mayor gesta fue su participación en el Campeonato del Mundo de Salvamento y Socorrismo celebrado en Roma los días 28 y 29 de septiembre de 1969, donde fue campeona del mundo a título individual. Y campeona del mundo por conjuntos, junto a las compañeras selección Hortensia Graupera, Teresa Paredes y Alicia Cuesta.
Tras su éxito en los Campeonatos del Mundo de Salvamento y Socorrismo de 1969 en Roma, en febrero de 1970, viajó a Barcelona donde el delegado Nacional de Educación Física y Deportes, Juan Antonio Samaranch, le entregó dos medallas, como reconocimiento a sus logros. La primera de ellas fue una Medalla de Plata al mérito deportivo por parte de la Delegación Nacional de Educación Física Deportes; y la segunda, otra medalla de plata por parte de la Federación Nacional de Salvamento y Socorrismo. Reparaz asistió también a la inauguración del stand de salvamento y socorrismo instalado en el Salón Náutico de Barcelona.
En agosto del 1970, la imposibilidad de conformar un combinado alavés hizo que formara parte del equipo de Castilla. Su triunfo en los campeonatos de Castilla la clasificaron para participar en los Campeonatos nacionales de Salvamento y Socorrismo de Gerona, en los que terminó tercera en la clasificación general.

Con estos resultados fue automáticamente seleccionada para los Campeonatos Mundiales de Salvamento y Socorrismo disputados en Varna (Bulgaria) en 1970, donde logró 3 medallas.Tras su logro en este campeonato, envió a casa de su familia en Vitoria el siguiente escueto telegrama, en el que notificaba a su familia el éxito obtenido. Nueve palabras que confirmaban tres medallas:
“200 plata equipos plata general cobre llegaré martes Lourdes”.

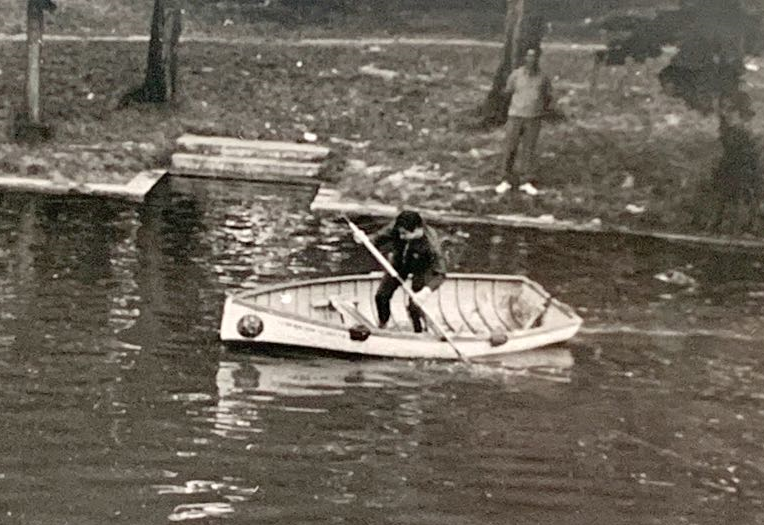
Entrenando en el río Zadorra

Asimismo destacó por sus éxitos en pruebas de natación en aguas abiertas. Ganó numerosas travesías a nado por el norte de la península, destacando en 1965 su triunfo en la Travesía de la Bahía de La Concha de Donostia, y en 1967 el triunfo en el Descenso a nado de la Ría del Navia (Asturias).
Entre 1960 y 1970 logró importantes éxitos en la natación nacional y en la práctica del Salvamento y Socorrismo nacional y mundial. Fue de las primeras mujeres deportistas, por lo que contribuyó a abrir puertas al deporte a las mujeres de las siguientes generaciones, incluidas las actuales. Realizó un gran esfuerzo entrenando parte de las pruebas de salvamento y socorrismo a la intemperie, en el río Zadorra, ya que las piscinas de Gamarra aún no existían.
Enseñó a nadar a numerosas generaciones de la ciudad de la época. Tras su retirada, continuó promocionando el deporte femenino colaborando con la Federación Alavesa de Natación y con el Club Natación Judizmendi.La familia Reparaz ha estado muy vinculada a la natación alavesa. Sus hermanos y hermana (Félix, Javier y Estíbaliz) también nadaron en el Club Natación Judizmendi, y tanto su hija como sus sobrinos fueron nadadores del citado club.[cita requerida]

## Palmarés
| Campeonatos de España de Salvamento y Socorrismo | Campeonatos de España de Salvamento y Socorrismo | Campeonatos de España de Salvamento y Socorrismo | Campeonatos de España de Salvamento y Socorrismo                                  |
| Año                                              | Lugar                                            | Medalla                                          | Prueba                                                                            |
| ------------------------------------------------ | ------------------------------------------------ | ------------------------------------------------ | --------------------------------------------------------------------------------- |
| 1968                                             | Vitoria (España)                                 | Medalla de plata                                 | lanzamiento salvavidas                                                            |
| 1968                                             | Vitoria (España)                                 | Medalla de oro                                   | 200 metros vestida con obstáculos                                                 |
| 1969                                             | Granada (España)                                 | Medalla de bronce                                | clasificación absoluta                                                            |
| 1970                                             | lugar (España)                                   | Medalla de oro                                   | 200 metros a nado vestida                                                         |
| 1970                                             | lugar (España)                                   | Medalla de bronce                                | lanzamiento de salvavidas                                                         |
| 1970                                             | lugar (España)                                   | Medalla de bronce                                | clasificación general                                                             |
| Campeonatos del Mundo de Salvamento y Socorrismo |                                                  |                                                  |                                                                                   |
| Año                                              | Lugar                                            | Medalla                                          | Prueba                                                                            |
| 1969                                             | Roma (Italia)                                    | Medalla de oro                                   | 200 metros vestida con obstáculos                                                 |
| 1969                                             | Roma (Italia)                                    | Medalla de plata                                 | lanzamiento salvavidas                                                            |
| 1969                                             | Roma (Italia)                                    | Medalla de oro                                   | prueba por conjuntos                                                              |
| 1970                                             | Varna (Bulgaria)                                 | Medalla de plata                                 | 200 metros a nado en la prueba vestida con obstáculos                             |
| 1970                                             | Varna (Bulgaria)                                 | Medalla de plata                                 | clasificación por equipos, junto a Teresa Paredes, y a Rosa y Hortensia Graupera. |
| 1970                                             | Varna (Bulgaria)                                 | Medalla de bronce                                | clasificación general individual                                                  |

### Récords
A lo largo de tu trayectoria deportiva, batió récords provinciales en pruebas como: 100, 200, 400, 800 metros libres y 100 metros espalda; 100 y 200 metros mariposa; 200 y 400 metros estilos individuales; y los relevos 4x100 metros estilos y 4x100 metros libres. Además, obtuvo registros memorables en sus distintas participaciones en campeonatos vasco-navarros, sobre todo en 200, 400, 800 metros libres, y en 4x100 metros libres y estilos.

## Premios y reconocimientos

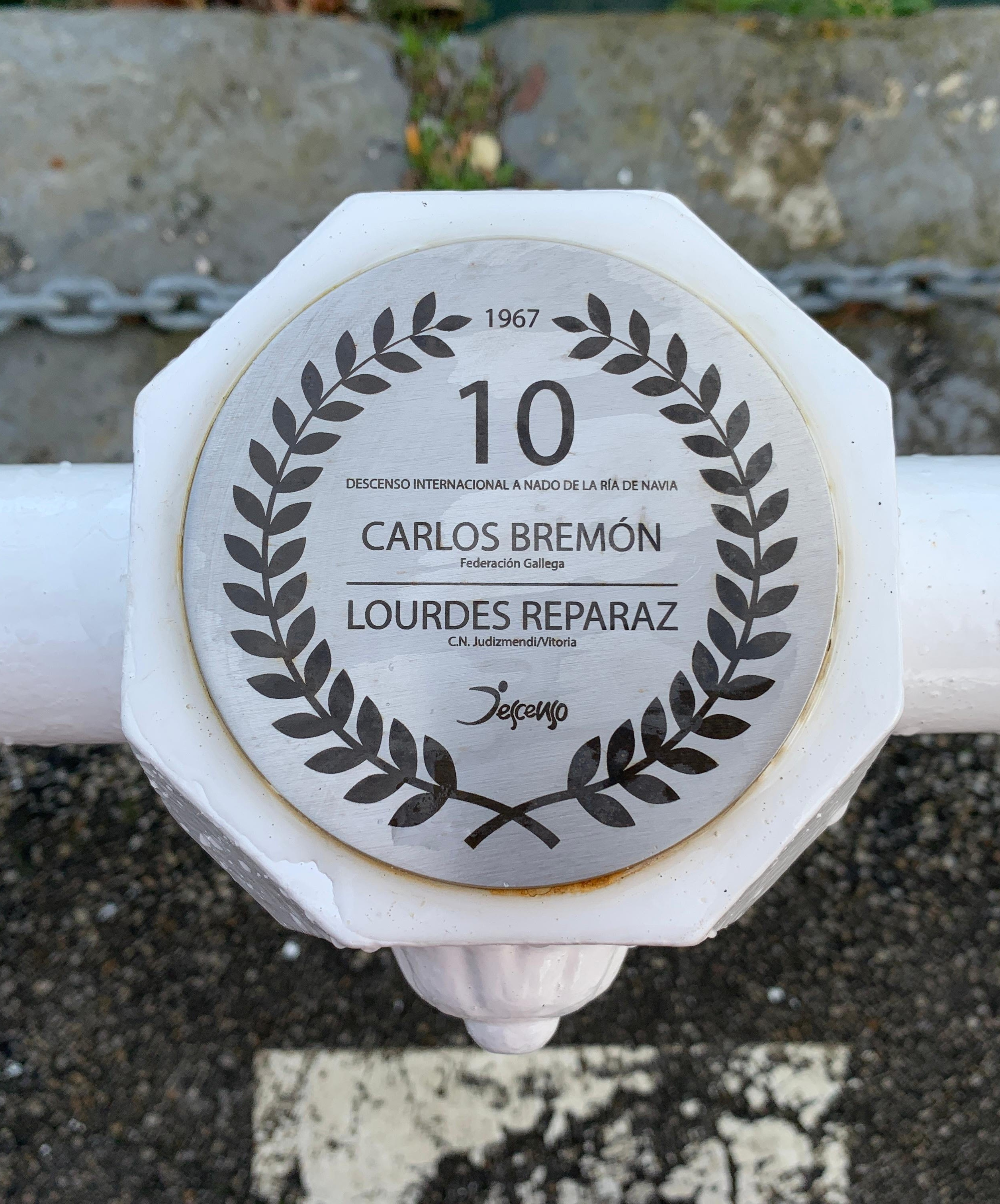
Placa barandilla Navia

- 1969 Mejor deportista alavesa de ese año.[18]
- 1969 Participó en la inauguración del Polideportivo de Mendizorrotza, el 11 de octubre.[19][20]
- 1969 Insignia de honor del Club Deportivo Alavés de la mano de la Junta Directiva, y realizó el saque de honor del partido del 12 de octubre.[8][19][21]
- 1970 Medalla de Plata al mérito deportivo por parte de la Delegación Nacional de Educación Física Deportes.[8][9]
- 1970 Medalla de plata por parte de la Federación Nacional de Salvamento y Socorrismo.[8][9]
- 1970 Homenaje del Club Natación Judizmendi por sus logros, haciéndole entrega de una placa al merito deportivo con la dedicatoria: “Lourdes. Neska eta igerizale zintzoari beren lagunak”. Además, recibió la insignia de oro del Club Natación Judizmendi.[14]
- 1985 Recibió una placa conmemorativa en el apartado de natación con motivo del 25 aniversario del Estadio: Los Mejores del Deporte Alavés.[8]
- 1992 Con motivo de los Juegos Olímpicos de Barcelona de 1992, portó la antorcha olímpica durante un tramo a su paso por Lapuebla de Arganzón, para contribuir a transportar la llama olímpica desde Grecia hasta la capital catalana.[22]
- Placa conmemorativa como ganadora del Descenso a nado de la Ría del Navia en 1967, en el paseo de Navia.[23]
- 1999 A título póstumo, recibió el galardón al recuerdo de la Diputación Foral de Álava, en reconocimiento a su trayectoria deportiva.[24]

## Vida personal
Estuvo casada con Eugenio Viloria Cameno y tuvieron una hija.Falleció en la capital alavesa el 23 de octubre de 1999, a la edad de 51 años.